# Annemarii Bendi
Annemarii Bendi, née le 29 mars 2001, est une sauteuse à ski et coureuse estonienne du combiné nordique. Elle fait partie du club de ski d'Andsumae. 

## Carrière

### Saut à ski
Aux Championnats d'Estonie 2015 à Otepää, elle a remporté la médaille d'or à l'âge de 14 ans. 
Sur le plan international, elle a participé à des compétitions juniors de la Coupe FIS, ainsi qu'au festival olympique de la jeunesse européenne. 
Lors des Championnats d'Estonie de 2018, elle redevient championne nationale.

### Combiné nordique
Elle participe à sa première compétition internationale en septembre 2015 à Oberstdorf, et elle y prend la 4e place.
Le 16 janvier 2016, à Harrachov (République tchèque) elle participe à la Coupe de la jeunesse et se classe troisième d'un gundersen se déroulant sur tremplin K 70 puis sur une course de 4 km. Le lendemain, l'épreuve se déroule sur tremplin K 70 puis sur une course de 2,5 km. Elle y réitère sa performance de la veille.
Elle participe à diverses courses internationales, lors desquelles elle est parfois la seule concurrente de sa catégorie, comme à Vuokatti en août 2016. En janvier 2017, elle ne parvient pas à grimper à nouveau sur le podium des épreuves de Harrachov, mais un an plus tard, elle s'y classe 2e le premier jour et 3e le lendemain.
À l'été 2018, elle participe, à Oberwiesenthal, au Grand Prix d'été, qui présente désormais des épreuves féminines ; elle s'y classe 5e le premier jour, et 8e le lendemain.
En janvier 2019, elle est au départ de sa première course de Coupe continentale, en Estonie. Elle se classe 11e et 16e des épreuves organisées à Otepää.
Le 23 janvier 2019, elle se classe 16e des Championnats du monde junior.

## références
1. ↑  (de) Martti Nomme gewinnt estnische Meisterschaften, sur berkutschi.com
2. ↑  (de) Kevin Maltsev estnische Meister, sur berkutschi.com
3. ↑  (cs) « Les résultats des épreuves de la Coupe de la jeunesse du 16 janvier à Harrachov », sur nordicski-harrachov.cz
4. ↑  (en) « Les résultats de l'épreuve de la Coupe de la jeunesse du 17 janvier, à Harrachov », sur fis-ski.com